# Partido Comunista de Canadá
El Partido Comunista de Canadá (en francés: Parti communiste du Canada: CPC/PCC) es un partido político comunista de Canadá fundado en 1921. A pesar de que es ahora un partido político sin representación parlamentaria, los candidatos del partido han sido elegidos al Parlamento de Canadá, las asambleas legislativas de Ontario y Manitoba, y varios gobiernos municipales. El partido también ha contribuido significativamente al sindicalismo  en Canadá, así como al movimiento pacifista y otros movimientos sociales.
El Partido Comunista de Canadá es el segundo partido activo más antiguo de Canadá después del Partido Liberal. En 1993 el partido era registrado tras trece años de batalla política y legal para mantener inscripción de partidos políticos pequeños en Canadá. La etapa culminaría con la decisión final de Figueroa v. Canadá, cambiando la definición legal de un partido político en Canadá. A pesar de su presencia continuada como partido político registrado, el CPC coloca la mayoría de su énfasis en una actividad extraparlamentaria que busca avanzar en un "programa de Socialismo" para Canadá.

## Historia

### Orígenes (1921–1928)
Entre el 23 y el 25 de mayo de 1921, los comunistas y socialistas locales celebraron reuniones clandestinas en un granero detrás de una granja (propiedad de Elizabeth Farley) en 257 Metcalf Street, entonces en las afueras de Guelph, Ontario. Un oficial de RCMP, trabajando encubierto, asistió a las reuniones. Su informe establece que asistieron delegados de "Winnipeg, Vancouver, Hamilton, Toronto, Montreal, Sudbury y Regina" y que la Unión Soviética se había ofrecido a proporcionar financiación para el grupo. Además del residente de Guelph, Fred Farley, miembro del Partido Comunista Unido de los Estados Unidos, los asistentes nombrados en el informe de la RCMP incluyeron a Thomas J. Bell (un litógrafo nacido en Irlanda), Lorne Cunningham (un concejal), Trevor Maguire (uno de los pocos del grupo que nacieron en Canadá) y Florence Custance (profesora de Toronto). El grupo "elogiaba incesantemente al gobierno soviético de Rusia e instaba al derrocamiento del gobierno de Canadá", según el informe policial.
Posteriormente, el 28 de mayo de 1921 se fundó el Partido Comunista de Canadá (CPC). Muchos de sus miembros fundadores habían trabajado como organizadores laborales y activistas contra la guerra y habían pertenecido a grupos como el Partido Socialista de Canadá, One Gran Sindicato, el Partido Laborista Socialista, los Trabajadores Industriales del Mundo y otros partidos o clubes y organizaciones socialistas, marxistas o laboristas. Los primeros miembros se sintieron inspirados por la Revolución Rusa; radicalizados por las consecuencias negativas de la Primera Guerra Mundial, y la lucha por mejorar el nivel de vida y los derechos laborales, incluyendo la experiencia de la Huelga General de Winnipeg. El Komintern aceptó al partido como su sección canadiense en diciembre de 1921 y, por lo tanto, el PCC adoptó una estructura organizativa y una política similar a otros partidos comunistas en ese momento.
El partido alternó entre la legalidad y la ilegalidad durante las décadas de 1920 y 1930. Debido a la Ley de Medidas de Guerra vigente en el momento de su creación, el partido operó como el "Partido de los Trabajadores de Canadá" en febrero de 1922 como su rostro público, y en marzo comenzó la publicación de un periódico, The Worker. Cuando el Parlamento permitió que la Ley de Medidas de Guerra caducara en 1924, la organización clandestina se disolvió y el nombre del partido se cambió de nuevo a "Partido Comunista de Canadá".
Las primeras acciones del partido incluyeron el establecimiento de una organización juvenil, la Liga de Jóvenes Comunistas de Canadá (YCL), y los esfuerzos de solidaridad con la Unión Soviética. En 1923, el partido había recaudado más de 64.000 dólares para la Cruz Roja Rusa, una gran suma de dinero en ese momento. También inició un componente canadiense de la Liga Educativa Sindical (TUEL) que rápidamente se convirtió en una parte orgánica del movimiento laboral con grupos activos en 16 de 60 consejos laborales y en campamentos mineros y madereros. En 1925, la membresía del partido era de alrededor de 4.500 personas, compuesta principalmente por mineros, trabajadores de la madera, trabajadores ferroviarios, agrícolas y de la confección. La mayoría de estas personas procedían de comunidades de inmigrantes como finlandeses y ucranianos.
El partido, trabajando con la TUEL, desempeñó un papel en muchas huelgas amargas y campañas de organización difíciles, y en apoyo del sindicalismo industrial militante. De 1922 a 1929, las secciones provinciales del WPC/CPC también se afiliaron al Partido Laborista Canadiense, otra expresión de la estrategia de "frente unido" del CPC. El CLP operaba como un partido obrero federado. El PCC llegó a liderar la organización CLP en varias regiones del país, incluido Quebec, y no presentó candidatos durante las elecciones. En 1925, William Kolisnyk se convirtió en el primer comunista elegido para un cargo público en América del Norte, bajo la bandera del CLP en Winnipeg. Sin embargo, el propio CLP nunca se convirtió en una organización nacional eficaz. El PCC se retiró del CLP en 1928-1929 luego de un cambio en la política del Komintern, y el CLP se retiró poco después.

#### Debates, argumentos y expulsiones
De 1927 a 1929, el partido pasó por una serie de debates políticos y luchas ideológicas internas en las que se expulsó a los defensores de las ideas de León Trotski, así como a los defensores de lo que el partido llamó "excepcionismo norteamericano". Los expulsados incluyeron a Maurice Spector, el editor del periódico del partido The Worker y presidente del partido, y Jack MacDonald (que había apoyado la expulsión de Spector) quien renunció como secretario general del partido por faccionalismo y fue expulsado. La Secretaria de la Oficina de Mujeres y más tarde, editora general de Woman Worker (1926-1929), Florence Custance solo se salvó de la expulsión del Partido debido a su prematura muerte en 1929. Su feminismo y defensa del control de la natalidad, por ejemplo, eran bien conocidos por la prensa dominante, pero sus contemporáneos radicales cuestionaron sus simpatías políticas y le dieron pocas oportunidades de brillar.
MacDonald, también simpatizante de las ideas trotskistas, se unió a Spector en la fundación de la Oposición de Izquierda Internacional (trotskista) de Canadá, que formaba parte de la llamada Cuarta Oposición de Izquierda Internacional de Trotski. El partido también expulsó a los partidarios de Nikolái Bujarin y de la Oposición de Derecha de Jay Lovestone, como William Moriarty. El PCC no estuvo de acuerdo internamente sobre la estrategia, las tácticas, la identidad socialista de la Unión Soviética y sobre el estatus de Canadá como potencia imperialista. Mientras que algunos comunistas como JB Salsberg expresaron simpatía por estas posiciones, la gran mayoría de los miembros había decidido continuar con el partido a principios de la década de 1930, después de debates que dominaron las convenciones del partido durante un par de años.
Tim Buck fue elegido secretario general del partido en 1929. Permaneció en el cargo hasta 1962.

### Gran Depresión (1929-1938)
La caída del mercado de valores a fines de 1929 marcó el comienzo de una larga y prolongada crisis económica en Canadá y otros países. La crisis condujo rápidamente al desempleo, la pobreza, la indigencia y el sufrimiento generalizados entre las familias trabajadoras y los agricultores. Las elecciones generales de 1930 llevaron al poder al gobierno conservador de RB Bennett, que atacó al movimiento obrero y estableció "campos de socorro" para jóvenes desempleados.
El PCC hizo una crítica sistémica a la depresión como una supuesta crisis del capitalismo.También fue el primer partido político en Canadá en pedir la introducción de un seguro de desempleo, un plan nacional de seguro de salud, educación universalmente accesible, asistencia social y laboral para jóvenes, legislación laboral que incluye normas de salud y seguridad, regulación de la jornada laboral y vacaciones, un salario mínimo para las mujeres y los jóvenes, y un seguro estatal de cosechas y control de precios para los agricultores.
En 1931, ocho de los líderes del PCC fueron arrestados y encarcelados bajo la Sección 98 del Código Penal de Canadá, que prohibía la defensa de la fuerza o la violencia para lograr un cambio político. El partido siguió existiendo, pero estaba bajo la constante amenaza de hostigamiento legal y era, a todos los efectos, una organización clandestina. En 1934 una campaña masiva rechazó el encarcelamiento, que muchos caracterizaron como represión política del partido. Posteriormente, los presos fueron puestos en libertad. En la liberación de Tim Buck, se llevó a cabo una manifestación masiva a la que asistieron una multitud de más de 17.000 seguidores y simpatizantes en Maple Leaf Gardens.
Aunque el partido fue prohibido, organizó grandes organizaciones de masas como la Workers' Unity League (WUL) y la Canadian Labor Defense League, que jugaron un papel importante en huelgas históricas como la de los mineros en Estevan. De 1933 a 1936, la WUL lideró el 90 por ciento de las huelgas en Canadá. Las condiciones ya habían enseñado a los socialdemócratas, reformistas y comunistas importantes lecciones de cooperación. En 1934, de acuerdo con la posición reexaminada del Komintern, el PCC adoptó una estrategia y una táctica basadas en un frente único contra el fascismo.
En las praderas, los comunistas organizaron la Liga de Unidad de Agricultores, que se movilizó contra los desalojos de granjas. Reunieron a cientos o miles de agricultores en marchas contra el hambre que se enfrentaron a la brutalidad policial. En 1936, James Litterick fue elegido MLA de Winnipeg, el primer miembro del CPC elegido para la legislatura de Manitoba.
Los miembros del partido también participaron activamente en el intento del Congreso de Organizaciones Industriales de sindicalizar el sector automovilístico y otros sectores industriales, incluidos los trabajadores del acero, el Sindicato de Marineros Canadienses, el Sindicato de Trabajadores de Minas, Molinos y Fundidores, los Carpinteros Internacionales de América y los Trabajadores Unidos de Electricidad, Radio y Maquinaria de América.
Entre los pobres y desempleados, los comunistas organizaron grupos como la Asociación de Deportes de los Trabajadores de izquierda, una de las pocas formas en que los jóvenes de clase trabajadora tenían acceso a programas recreativos. El Sindicato de Trabajadores de Campamentos de Socorro y la Asociación Nacional de Trabajadores Desempleados desempeñaron un papel importante en la organización de personas no calificadas y desempleadas en marchas de protesta, manifestaciones y campañas como "On-to-Ottawa Trek" y la huelga de brazos caídos de la oficina de correos de Vancouver de 1938.
A nivel internacional, el partido inició la movilización del Batallón Mackenzie-Papineau de más de 1.500 personas para luchar en la Guerra Civil Española como parte de las Brigadas Internacionales. Entre los principales comunistas canadienses involucrados en ese esfuerzo se encontraba el Dr. Norman Bethune, conocido por su invención de una unidad móvil de transfusión de sangre, su temprana defensa de Medicare en Canadá y su trabajo con el Partido Comunista Chino durante la segunda guerra sino-japonesa.
Los esfuerzos de solidaridad durante la Guerra Civil Española y muchas luchas laborales y sociales durante la Depresión dieron como resultado una gran cooperación entre los miembros del PCC y la Federación Cooperativa de la Commonwealth (CCF). Después de 1935, el PCC abogó por las alianzas electorales y la unidad con la CCF en temas clave. La propuesta se debatió en el CCF en las convenciones de 1936, Alberta y Saskatchewan generalmente apoyaron la cooperación, mientras que la convención de Ontario se opuso. Si bien la moción fue rechazada en la tercera convención federal de la CCF, el PCC siguió llamando a un frente unido.
El llamado fue particularmente urgente en Quebec, donde en 1937 el gobierno de Duplessis aprobó "una ley para proteger Quebec contra la propaganda comunista", que otorgó a la policía el poder de cerrar con candado cualquier local utilizado por "comunistas" (que no estaba definido en la legislación).

## Secretarios generales del CPC
- Tom Burpee mayo - diciembre 1921
- William Moriarty 1921–1923
- Jack MacDonald 1923–1929
- Tim Buck 1929–1962
- Leslie Morris 1962–1964
- William Kashtan 1965–1988
- George Hewison 1988–1992
- Miguel Figueroa 1992–2015
- Liz Rowley 2016 — presente[12]

## Presidentes del CPC
- Maurice Spector 1921-1928
- Bill Kardash 1943-?
- Tim Buck 1962-1973

## Comité Ejecutivo central
El Partido Comunista desde la 38.ª convención llevada en mayo de 2016 ha elegido los siguientes miembros a su cuerpo principal, el Comité Ejecutivo Central: Elizabeth Rowley  (dirigente de Partido), Dave McKee (dirigente del Partido Comunista de Ontario), Pierre Fontaine (dirigente del Parti communiste du Québec), Drew Garvie (dirigente del Young Liga Comunista de Canadá), Jane Bouey (BC Silla y miembro Ejecutivos de la comisión de las Mujeres Centrales), y Kimball Cariou (editor del diario People's Voice).
Hay también un cuerpo más grande, el Comité Central, el cual está también elegido en convención. El Comité Central nomina los miembros del Comité Ejecutivo Central.

## Resultados de elección
| Elección | Cantidad de candidatos | Escaños ganados | Votos totales | % de voto popular |
| -------- | ---------------------- | --------------- | ------------- | ----------------- |
| 1930     | 6                      | 0               | 4,557         | 0.12%             |
| 1935     | 13                     | 0               | 27,456        | 0.46%             |
| 1940     | 9                      | 0               | 14,005        | 0.36%             |
| 1945     | 68                     | 1               | 111,892       | 2.13%             |
| 1949     | 17                     | 0               | 32,623        | 0.56%             |
| 1953     | 100                    | 0               | 59,622        | 1.06%             |
| 1957     | 10                     | 0               | 7,760         | 0.12%             |
| 1958     | 18                     | 0               | 9,769         | 0.13%             |
| 1962     | 12                     | 0               | 6,360         | 0.08%             |
| 1963     | 12                     | 0               | 4,234         | 0.05%             |
| 1965     | 12                     | 0               | 4,285         | 0.06%             |
| 1968     | 14                     | 0               | 4,465         | 0.05%             |
| 1972     | 31                     | 0               | n.Un.         | n.Un.             |
| 1974     | 69                     | 0               | 12,100        | 0.13%             |
| 1979     | 71                     | 0               | 9,141         | 0.08%             |
| 1980     | 52                     | 0               | 6,022         | 0.06%             |
| 1984     | 52                     | 0               | 7,551         | 0.06%             |
| 1988     | 51                     | 0               | 7,066         | 0.05%             |
| 1993     | n.Un                   | 0               | n.Un.         | n.Un.             |
| 1997     | n.Un                   | 0               | n.Un.         | n.Un.             |
| 2000     | 52                     | 0               | 8,779         | 0.07%             |
| 2004     | 35                     | 0               | 4,564         | 0.03%             |
| 2006     | 21                     | 0               | 3,022         | 0.02%             |
| 2008     | 24                     | 0               | 3,639         | 0.03%             |
| 2011     | 20                     | 0               | 2,894         | 0.02%             |
| 2015     | 26                     | 0               | 4,382         | 0.02%             |
| 2019     | 30                     | 0               | 3,905         | 0.02%             |
| 2021     | 27                     | 0               | 4,700         | 0.03%             |

Notas: